# Bruno Rodrigo
Bruno Rodrigo Fenelon Palomo (Andradina, 12 de abril de 1985) é um ex-futebolista brasileiro que atuava como zagueiro.

## Carreira

### Início
Revelado pelo Jalesense, do interior paulista, foi campeão Paulista da Série B-2. Bruno se transferiu ainda muito jovem para a Portuguesa, clube onde teve oportunidade de crescer e se destacar.

### Portuguesa
Na Portuguesa conquistou o Campeonato Paulista da Série A-2 em 2007 e no mesmo ano alcançou o acesso à primeira divisão do futebol brasileiro com o terceiro lugar na Série B do Brasileiro.
Em 2008, o jogador disputou pela primeira vez a Série A. No entanto, a Lusa fez uma péssima campanha e acabou sendo rebaixada.
Já em 2009, o time do Canindé disputou até a última rodada a vaga na semifinal do Campeonato Paulista, terminando na quinta posição. O acesso também ficou no quase, com outro quinto lugar na Série B.

### Santos
Em dezembro de 2009, foi comprado pelo Santos junto à Portuguesa. Apesar de ter conquistado o Campeonato Paulista como reserva, o jogador viveu um 2010 de muitas lesões, incluindo duas hérnias. Bruno Rodrigo só "reapareceu" em 2011, participando de alguns jogos do Paulistão e até mesmo substituindo Edu Dracena no primeiro jogo da final da Libertadores contra o Peñarol, fora de casa. O jogo ficou 0–0 e, além de atuar bem na defesa, Bruno quase marcou um gol de cabeça, mas a bola bateu no travessão.
No final de 2011, o zagueiro Durval foi deslocado para a lateral-esquerda, abrindo vaga para Bruno Rodrigo, que vinha sendo titular ao lado de Edu Dracena. O técnico Muricy Ramalho chegou a recolocar Durval na defesa e Bruno perdeu a vaga, mas por conta de uma lesão de Dracena, o defensor ganhou nova oportunidade.
Em 26 de outubro de 2012, Bruno Rodrigo ganhou destaque por marcar o gol do título do Santos da Recopa Sul-Americana em uma vitória de 2–0 sobre a Universidad de Chile, no Pacaembu.

### Cruzeiro

#### 2013
No final de 2012, recusou a renovação contratual com o Santos e foi contratado pelo Cruzeiro no dia 8 de janeiro de 2013, num contrato de uma temporada de duração.
Logo que chegou virou titular, estreando no dia 8 de fevereiro, numa vitória por 2–1 contra o rival Atlético pelo Campeonato Mineiro.
Com grandes atuações ajudou o Cruzeiro a conquistar seu tri Campeonato Brasileiro, de forma avassaladora fez um grande campeonato, sendo um dos destaques da equipe mineira.

#### 2014
Logo conquistou seu primeiro Campeonato Mineiro pelo Cruzeiro, também jogou sua primeira Libertadores pelo clube e foi o artilheiro da equipe junto com Ricardo Goulart. No entanto, a equipe celeste foi eliminada nas quartas de finais pelo futuro campeão San Lorenzo.
O presente veio no final do ano, quando conquistaram de forma consecutiva o segundo Campeonato Brasileiro, o quarto da história do clube, batendo recordes de toda a história do Brasileirão de pontos corridos.

### Grêmio
Em 2017, foi contratado pelo Grêmio e Foi campeão da Copa Libertadores da América. Foram apenas dez jogos e anunciou o fim da carreira após o fim do contrato.

## Títulos
Portuguesa
- Campeonato Paulista - Série A2: 2007

Santos
- Campeonato Paulista: 2010, 2011 e 2012
- Copa do Brasil: 2010[11]
- Copa Libertadores da América: 2011[12]
- Recopa Sul-Americana: 2012

Cruzeiro
- Troféu Osmar Santos: 2013
- Campeonato Brasileiro: 2013 e 2014
- Campeonato Mineiro: 2014

Grêmio
- Copa Libertadores da América: 2017

### Artilharias
- Recopa Sul-Americana: 2012 (1 gol)